# العمارة في السعودية

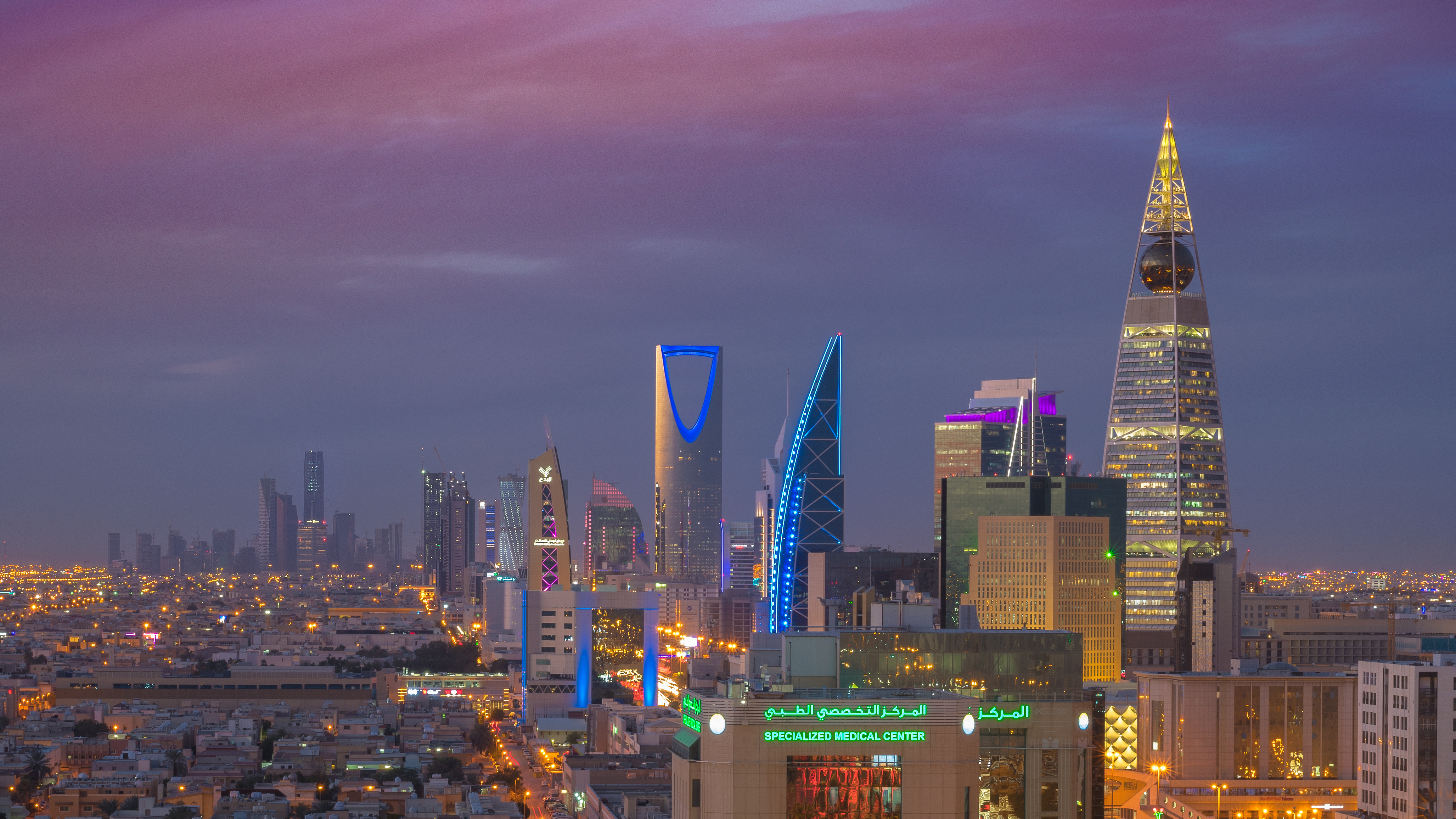
عِمارات في مَدِينة الرّيّاض.

لا تختلف العِمَارَة في السّعُودية قبل بدء عصر النفط في أوائل الثلاثينيات الميلادية عما كان عليه الحال لعدة قرون مضت، حيث كانت الطرق البسيطة في البناء والإنشاء هي السائدة، ولم يكن هناك معماريون متخصصون بالمعنى الحديث، بل كانت المجتمعات المحلية تنتج عمارتها بسواعد أبنائها من البنائين بالوسائل اليدوية والمواد المحلية، وهو ما يطلق عليه حالياً "العمارة التقليدية"، ولهذا تميزت كل منطقة في السعودية على حدة بطرازها المعماري الخاص الذي يعبر عن ذائقتها الفنية، واعتمد حينها على مواد بناء موجودة في البيئة كالطين والصخر وسعف النخل والخشب وطرق إنشاء توارثت عبر الأجيال، وتميزت العمارة آنذاك بحلول معمارية تناسب الظروف المناخية والبيئية لكل منطقة.

## العمارة في المنطقة الوسطى والشمالية

قصر برزان في مدينة حائل أحد نماذج العمارة النجدية القديمة

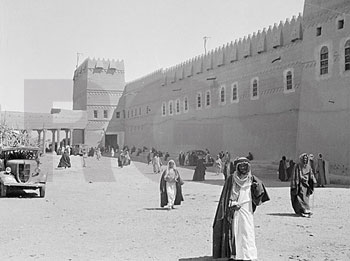
قصر المربع في العاصمة السعودية الرياض عام 1937م

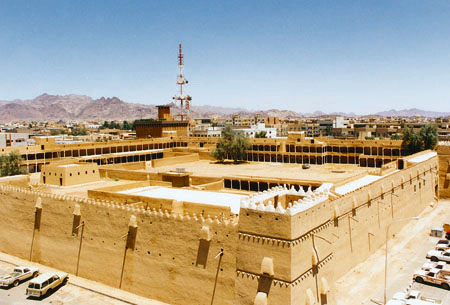
قلعة القشلة في حائل

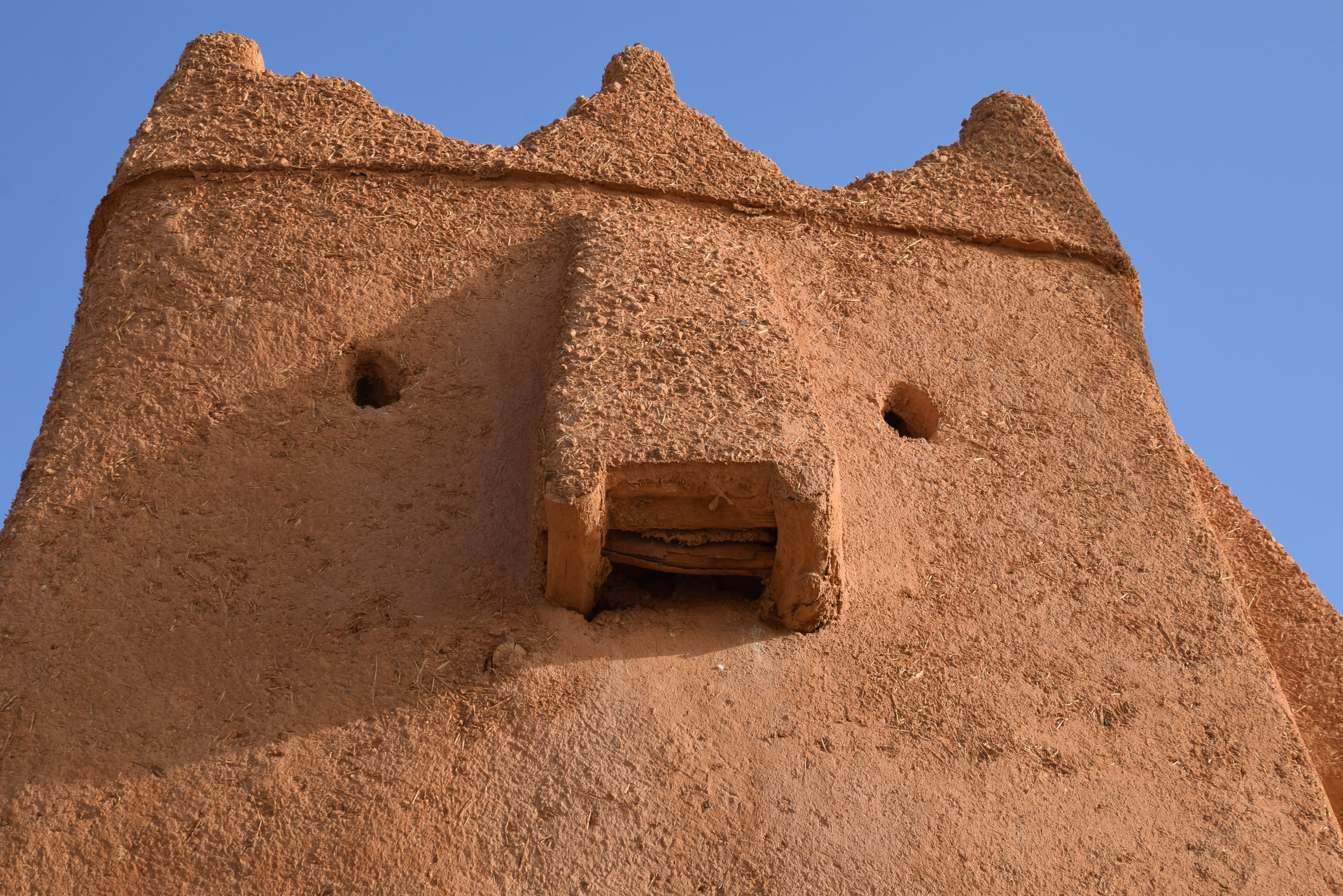
منظر جانبي لقصر الملك عبدالعزيز في وادي الدواسر يعكس أحد مميزات العمارة النجدية التقليدية

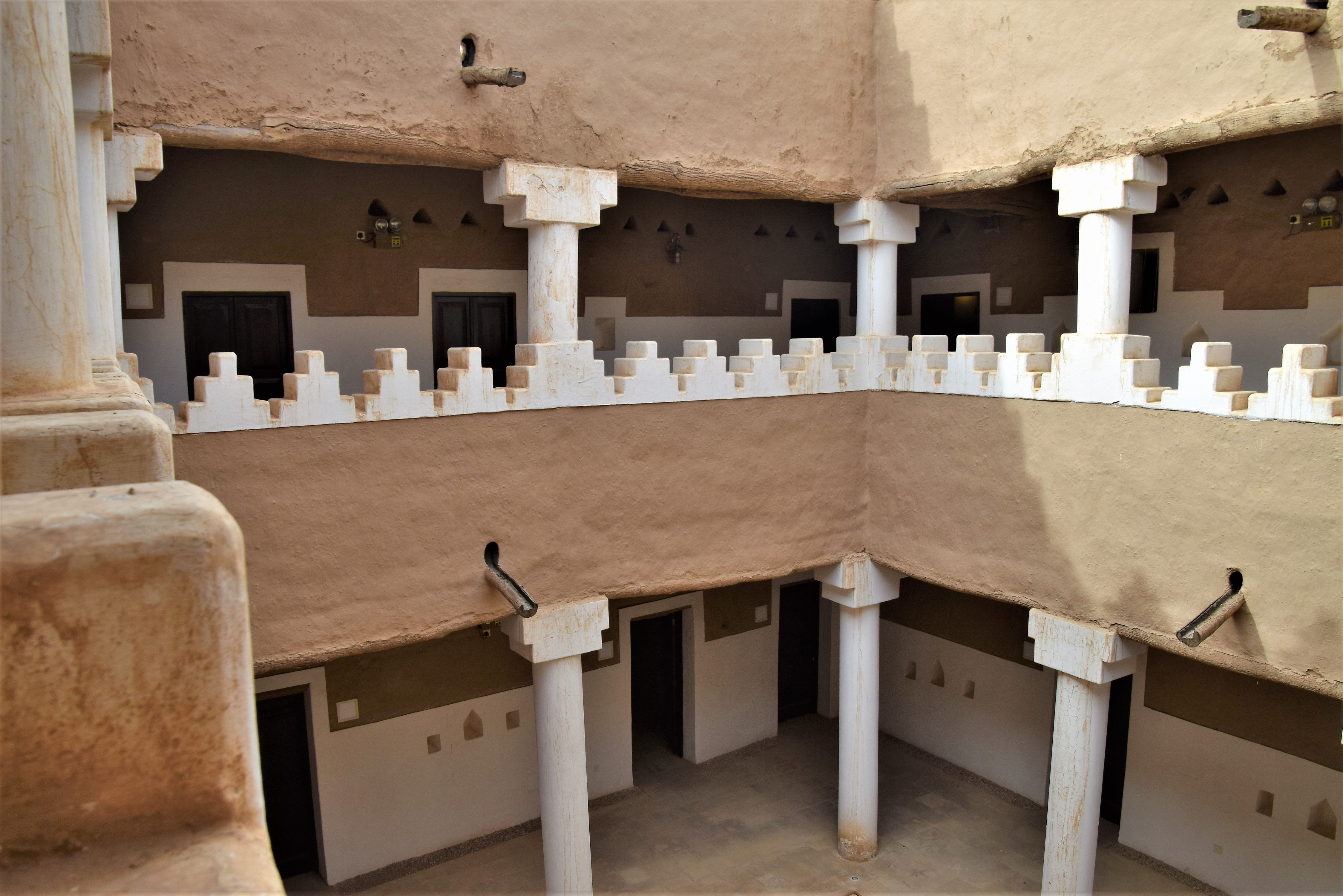
منظر داخلي لقصر العسكر التاريخي في محافظة المجمعة

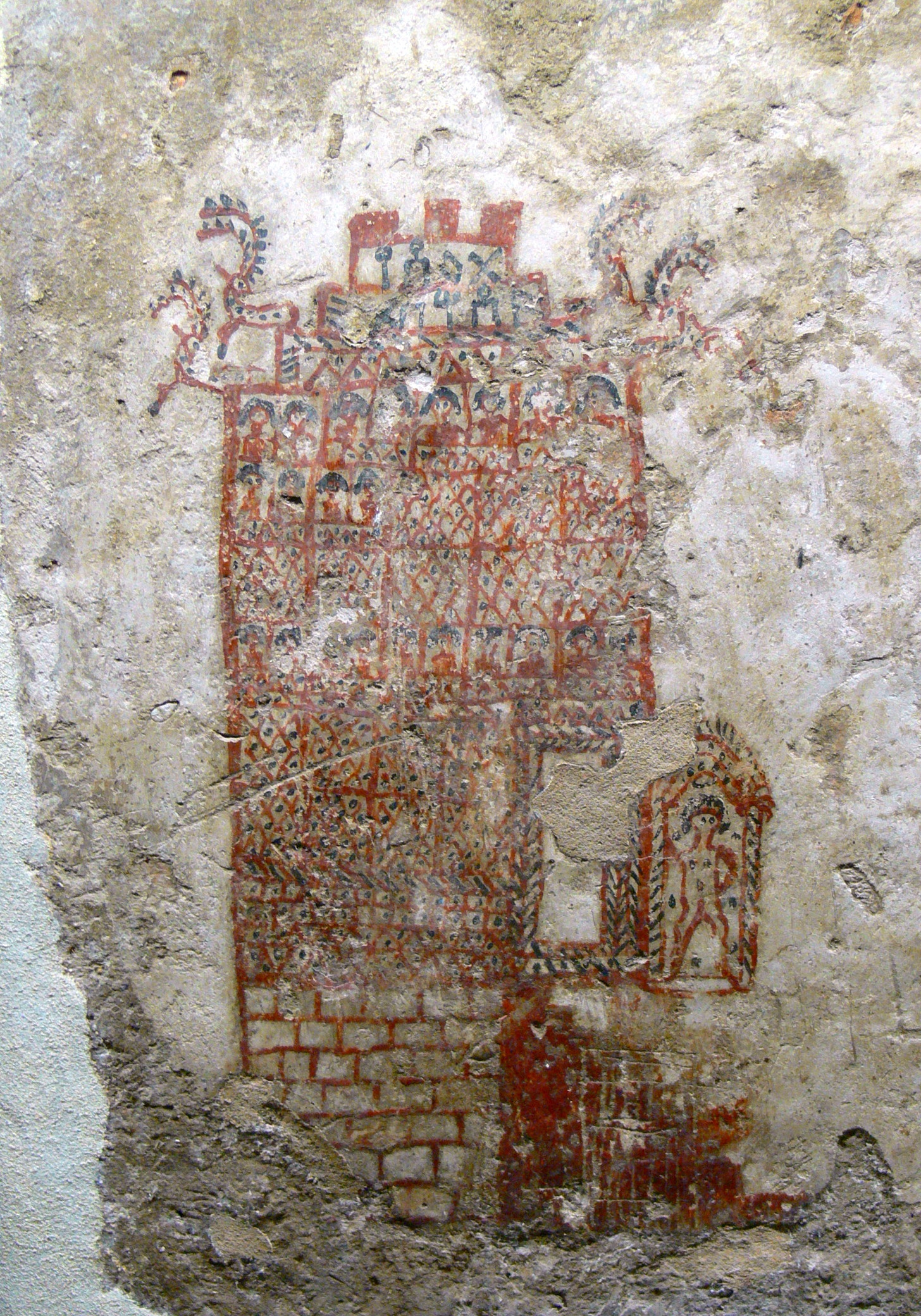
لوحة جدارية في الفاو جنوبي نجد تعكس مظهر العمارة النجدية التقليدية في مملكة كندة بنجد قبل الإسلام

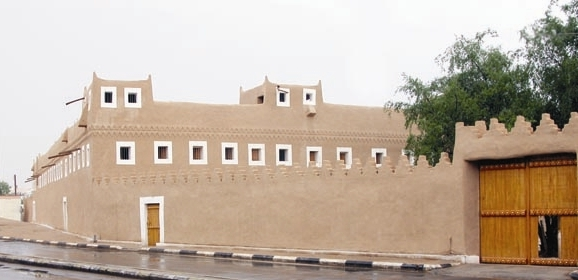
بيت البسام في القصيم

مثّلت العمارة الطينية العلامة المميزة للمناطق الجافة الصحراوية التي تغطي الجزء الأكبر من مساحة الجزيرة العربية. إذ ينتشر هذا النموذج في وسط السعودية إلى شمالها، ويشمل أمثلة عدة مثل، حصن المصمك وقصر المربع في الرياض، وبرج الشنانة في القصيم، وقلعة القشلة في حائل. في المناطق الشمالية والشمالية الغربية من السعودية تختلط مواد البناء حسب البيئة المحلية لتشمل الطين اللبن والحجر معاً، مثل بناء مسجد الخليفة عمر بن الخطاب، وقلعة مارد في الجوف، وبلدة العُلا القديمة في محافظة العُلا.

## العمارة في المنطقة الغربية
تميزت المناطق الموازية للبحر الأحمر باستخدام الحجر المنقبي البحري، والمنازل متعددة الأدوار المزينة بنوافذ الرواشين، مثل منازل منطقة "جدة التاريخية"، والتي تنتشر أيضاً في عمارة مكة المكرمة وموانئ البحر الأحمر.

## العمارة في المنطقة الشرقية
ترسّخ في المنطقة الشرقية الطراز المعماري السائد في البلدان المطلة على الخليج العربي، والذي يتميز باستخدام الحجر الجيري المرجاني، وتوظيف عناصر معمارية مثل، ملاقف الهواء والنقوش الجصية المحفورة، وتنتشر هذه النماذج المعمارية بين مدن الأحساء الداخلية والموانئ الساحلية مثل، بيت البيعة والمدرسة الأميرية في الهفوف أو المنازل السكنية التقليدية في القطيف ووسط الدمام.

## العمارة في المنطقة الجنوبية
تميزت عمارة المدرجات الزراعية في أعالي جبال المناطق الجنوبية بالبناء الحجري متعدد الأدوار للمنازل والحصون والأبراج الدفاعية. كما اُستخدمت الألوان المصنوعة من الأصباغ النباتية في النقوش الداخلية، وهو ما يُعرف بفن "القط العسيىري" المسجل ضمن قائمة التراث العالمي غير المادي في اليونسكو، والذي ينتشر في عسير والمناطق المجاورة لها، إذ تزخر المناطق الجنوبية بالكثير من القرى التراثية التي تتجلى فيها مهارة البنائين القدماء، مثل قرية العكاس التاريخية في أبها وقرية رُجال التراثية في رجال ألمع، والقرية القديمة في النماص وقرية ذي عين في منطقة الباحة.

## العُنصُر المِعماري

### المشربيّة
المشربيّة هي نوع من العَناصِر التّقليديّة التي تُستخدم على نطاقٍ واسعٍ في الهندسة المعمارية للحجاز، وهي تتكوّنُ من الشاشات الخشبية التي بُنيت على وجه المبنى مثل نافذة الخليج الخشبي. تُستخدم وظيفة المشربيّة في توفير مكان خاص وقمع أشعة الشمس الصّحراويّة القويّة للحِفاظ على برُودة الغُرفة. مبدأ العمل هو مع تبخر الماء الذي يُمكّنُ من تبريد سطح الأواني المساميّة بالماء الداخلي لتوفير تهويّة طبيعيّة مُستقرّة من خلال الظل والشبكة المفتوحة. لذلك، يمكن استخدامه كنافذةٍ وستارةٍ ومُكَيِّفٍ للهواء وثلّاجة في نفس الوقت. تُدخَلُ المشربيّة أيضًا في المساجد بسبب وظيفتها: قمع ضوء الشمس الخيطي للحفاظ على برودة الغُرفة والتي تُساعد أيضًا على الصلاة والتأمل.

## اختلاف العمارة بعد اكتشاف النفط
كانت الفترة منذ اكتشاف النفط في عام 1352هـ/1933م، إلى أوج الطفرة النفطية في عام 1393هـ/1973م، في مجملها نقطة تحول تاريخية تغيرت فيها الهويّة المعمارية للسعودية جذرياً، وتحولت من بلد شحيح الموارد يعتمد أساساً على الزراعة المحدودة والرعي إلى بلد صناعي.
ازدادت وتيرة هذا التسارع التنموي مع إنتاج النفط الخام بكميات تجارية بعد نهاية الحرب العالمية الثانية، ومن أكبر الآثار العمرانية لهذا التحول الاقتصادي هو ظهور المدن الجديدة مع بداية موجة الهجرة السكانية من القرى داخل السعودية وخارجها إلى المدن الكبيرة، ومناطق صناعة النفط في الظهران والخبر والدمام بحثاً عن فرص أفضل للعمل والتجارة. كما تطلبت الزيادة التصاعدية في أعداد السكان إطلاق أول عملية تخطيط مدن في السعودية، حيث استُحدث مخطط مدينة الخبر عام 1366هـ/1947م  في شكل عمراني جديد كلياً على السعودية، يعتمد على مخطط الشوارع الشبكي ونظام النقل بالسيارة، كما اعتمد المخطط على تطبيق معايير عمرانية مستوردة شكّلت النموذج الأولي لتخطيط المدن في السعودية فيما بعد، وكانت عاملاً مهماً في تشكيل ملامح العمارة الحديثة فيها.
طُبِّقت هذه المعايير على مستوى مدينة الخبر، وشملت تحديد قياسات الشوارع واستخدامات الأراضي ومساحات المربعات السكنية وارتفاعات المباني. وقد سهّل دخول الآلة كوسيلة إنتاج في ميكنة البناء بعد أن كان يدوي بالكامل، ومكّن تأسيس محطات طاقة كهربائية من إدخال وسائل آلية لإنتاج مواد بناء حديثة محلياً مثل الخرسانة والطوب الإسمنتي، وأدى انتشارها إلى ظهور هوية معمارية جديدة حلت تدريجياً محل العمارة التقليدية.

## العمارة السلمانية
العمارة السلمانية هي أسلوب معماري نشأ في المملكة العربية السعودية خلال عهد الملك سلمان بن عبدالعزيز. بدأ بداية غير رسمية في السبعينات الميلادية وتحديداً مع بدء تولي الملك سلمان بن عبد العزيز إمارة منطقة الرياض عام 1963 وحتى 2011، حيث لعب الملك سلمان دوراً محورياً في تطوير الهوية العمرانية للرياض خلال فترة إمارته لها لأكثر من خمسين عام، ثم بدأت تتبلور كاتجاه عمراني واضح في نهاية السبعينات وبداية الثمانينات، مع مشاريع تطوير وسط مدينة الرياض مثل قصر الحكم وحي السفارات ومبنى وزارة الداخلية. أما التسمية الرسمية بـ"العمارة السلمانية" فقد ظهرت صراحةً مع إطلاق "ميثاق الملك سلمان العمراني" عام 2021 من قبل هيئة فنون العمارة والتصميم، والذي وثّق المبادئ المعمارية التي انتهجها الملك سلمان خلال عقود من التخطيط الحضري، وتقديم منهجية وطنية لتحقيق التميز العمراني وتحسين جودة الحياة. ويمثل العمران السلماني امتداداً وتحديثاً للعمارة النجدية التقليدية بأسلوب عصري يحافظ على الهوية الثقافية المحلية. تتميز العمارة السلمانية بالتركيز على استخدام المواد المحلية، والتناسق مع البيئة الصحراوية، والاهتمام بالتفاصيل التراثية كالزخارف والواجهات الطينية، مع دمج تقنيات البناء الحديثة والبنية التحتية المتقدمة. وقد أصبح هذا الأسلوب نموذجاً معتمداً في المشروعات الحكومية الجديدة، خصوصاً في مدينة الرياض. يوضح الميثاق الملك سلمان العمراني ست قيم أساسية تقوم عليها العمارة السلمانية وهي: الأصالة، والاستمرارية، ومحورية الإنسان، وملاءمة العيش، والابتكار، والاستدامة. مما يجعلها نموذجاً يجمع بين الماضي والحاضر، ويعكس روح المكان والهوية الوطنية. ويُعد “حي الطريف” من أبرز الأمثلة الحديثة على تطبيقاته.

## خريطة العمارة السعودية
في 16 مارس 2025، أطلق الأمير محمد بن سلمان خريطة العمارة السعودية، التي تشمل 19 طرازًا معماريًّا مستوحى من الخصائص الجغرافية والثقافية المتنوعة للسعودية؛ وذلك ضمن جهود السعودية لتطوير مدن حضرية مستدامة، تتماشى مع مستهدفات رؤية السعودية 2030، وتعكس هذه المبادرة ثراء وتنوع الثقافة المعمارية السعودية، حيث إنها تهدف إلى تحقيق توازن بين الطراز التقليدي والأساليب الحديثة وبالتالي تسهم في تحسين المشهد الحضري، وتعزيز جودة الحياة، وتطبق هذه الموجهات أولاً في الأحساء، والطائف، ومكة المكرمة وأبها، قبل التوسع إلى باقي مناطق السعودية، وتستند إلى ثلاثة أنماط رئيسية هي: التقليدي، والانتقالي والمعاصر، وتتيح استخدام مواد البناء المحلية.
وتضم الخريطة 19 طرازًا معماريًّا مستوحى من هوية المناطق السعودية، وهي:العِمَارَة النجدية، العِمَارَة النجدية الشمالية، عِمَارَة ساحل تبوك، عِمَارَة المدينة المنورة، عِمَارَة ريف المدينة المنورة، العِمَارَة الحجازية الساحلية، عِمَارَة الطائف، عِمَارَة جبال السروات، عِمَارَة أصدار عسير، عِمَارَة سفوح تهامة، عِمَارَة ساحل تهامة، عِمَارَة مرتفعات أبها، عِمَارَة جزر فرسان، عِمَارَة بيشة الصحراوية، عِمَارَة نجران، عِمَارَة واحات الأحساء، عِمَارَة القطيف، عِمَارَة الساحل الشرقي، العِمَارَة النجدية الشرقية.
ومن المتوقع أن تحقق العمارة السعودية مساهمة اقتصادية تتجاوز 8 مليارات ريال في الناتج المحلي الإجمالي التراكمي، إضافة إلى توفير أكثر من 34 ألف وظيفة مباشرة وغير مباشرة في قطاعات الهندسة والتطوير العمراني بحلول عام 2030.

## مَرَاجِع
1. ↑  Ellahi M. Ishteeaque and Fahad A. Al Said, The native architecture of Saudi Arabia: architecture and identity. )Riyadh: Al-Turath, 2008).
2. ↑  الهيئة العامة للسياحة والآثار، من معالم التراث العمراني في المملكة العربية السعودية، (الرياض: الهيئة العامة للسياحة والآثار، 2010).
3. ↑  Nancy Um, Reflections on the Red Sea Style: Beyond the Surface of Coastal Architecture. (Northeast African Studies, 2012) 12 (1): 243-271.
4. ↑  Ronald William  Hawker, Traditional Architecture of the Arabian Gulf: Building on Desert Tides. (Southampton: WIT Press, 2008).
5. ↑  Thierry Mauger, Impressions of Arabia: Architecture and Frescoes of the Asir Region. (Paris: Flammarion, 1996).
6. ↑  Baik, A.; Boehm, J. (23 Feb 2017). "Hijazi Architectural Object Library (Haol)". ISPRS – International Archives of the Photogrammetry, Remote Sensing and Spatial Information Sciences (بالإنجليزية). XLII-2/W3: 55–62. DOI:10.5194/isprs-archives-XLII-2-W3-55-2017. ISSN:2194-9034.{{استشهاد بدورية محكمة}}:  صيانة الاستشهاد: دوي مجاني غير معلم (link)
7. ↑  "معلومات عن مشربية على موقع universalis.fr". universalis.fr. مؤرشف من الأصل في 2013-09-27.
8. ↑  John، F (يوليو 1974). "The Magic of The Mashrabiyas". aramac world. مؤرشف من الأصل في 2019-05-12.
9. ↑  Abdulla Mansour Shuaiby, The development of the Eastern Province, with particular reference to urban settlement and evolution in eastern Saudi Arabia, PhD dissertation, (Durham University, 1976).
10. ↑  Hans Karl Barth and Quiel Friedrich, Development and Changes in the Eastern Province of Saudi Arabia. (GeoJournal,1986),13 (3): 251-259.
11. ↑  Saleh Ali Al-Hathloul and Anis-ur-Rahmaan, The evolution of urban and regional planning in Saudi Arabia. (Ekistics,1985), 52 (312): 206-212.
12. ↑  "الشرق الأوسط: «العمارة السلمانية»... عندما ترتبط الأرض بالإنسان والهوية". مؤرشف من الأصل في 2025-03-15.
13. ↑  "جريدة المدينة المنورة: ميثاق الملك سلمان العمراني من هيئة فنون العمارة والتصميم". مؤرشف من الأصل في 2024-01-09.
14. ↑  "مجلة اليمامة: « العمارة السلمانية» تحمل فكر الملك سلمان".
15. ↑  "ميثاق الملك سلمان العمراني". مؤرشف من الأصل في 2024-09-09.
16. ↑  واس (16 مارس 2025). "ولي العهد يُطلق خريطة العمارة السعودية لتعزيز المشهد الحضري لتتماشى مع مستهدفات رؤية السعودية 2030". صحيفة سبق الالكترونية. مؤرشف من الأصل في 2025-03-21. اطلع عليه بتاريخ 2025-03-16.
17. ↑  "تشمل 19 طرازاً معمارياً.. ولي العهد السعودي يطلق خريطة العمارة السعودية". CNBC Arabia. اطلع عليه بتاريخ 2025-03-16.
18. ↑  "من وحي التنوع الثقافي.. ولي العهد السعودي يطلق خريطة العمارة السعودية". العين الإخبارية. 17 مارس 2025. مؤرشف من الأصل في 2025-03-16. اطلع عليه بتاريخ 2025-03-16.